# Ewen McKenzie
Pour les articles homonymes, voir McKenzie.
Pas d'image ? Cliquez ici

a Compétitions nationales et continentales officielles uniquement.

b Matchs officiels uniquement.
Dernière mise à jour le 19 octobre 2014.
 Ewen James Andrew McKenzie, né le 21 juin 1965 à Melbourne, est un joueur international australien et un entraîneur de rugby à XV. Il est sélectionneur de l'équipe d'Australie de juin 2013 à octobre 2014.

## Carrière
McKenzie est le pilier le plus capé en Australie (51 sélections). Il a effectué son premier test match contre l'équipe de France  le 9 juin 1990 et le dernier contre l'équipe d'Angleterre, le 12 juillet 1997. Il a disputé cinq matchs de la coupe du monde de 1991 et quatre matchs de la coupe du monde de 1995.
Au cours de sa carrière de joueur, il a joué deux ans en France, au Paris université club (entre 1982 et 1984).
Il a été pendant trois ans entraîneur adjoint des ACT Brumbies et de l'équipe d'Australie. Il a été nommé entraîneur des New South Wales Waratahs en 2004, finaliste du Super 14 en 2008.
En juin 2008, il succède à Fabien Galthié à la tête du Stade français. Il est démis de ses fonctions le 8 septembre 2009 en même temps que son adjoint Christophe Dominici après le début de saison très difficile du club (avant-dernier après cinq journées).
En octobre 2009, il signe un contrat de trois ans avec les Queensland Reds  avec qui il gagne le Super 15 en 2011 en battant en finale l'équipe des Crusaders sur le score de 18 à 13.
En 2013, il est nommé sélectionneur de l'équipe nationale d'Australie. Après une polémique importante en Australie à propos de rumeurs sur une relation extra-conjugale, celles-ci ayant des répercussions au sein de l'effectif des Wallabies, notamment avec Kurtley Beale, il décide de démissionner de son poste. Cette décision est officialisée après la défaite 29 à 28 face aux All Blacks en Bledisloe Cup. Son bilan à la tête des Wallabies est de onze victoire en vingt-deux rencontres.

## Bilan en tant qu'entraîneur

### Avec lesWallabies
| Année | Sélection | Tournoi                | Poste         | Classement IRB à la fin de l'année | Tournoi   | Coupe du monde    |
| ----- | --------- | ---------------------- | ------------- | ---------------------------------- | --------- | ----------------- |
| 2001  | Australie | Tri-Nations            | Adjoint       | -                                  | Vainqueur | -                 |
| 2002  | Australie | Tri-Nations            | Adjoint       | -                                  | 2e        | -                 |
| 2003  | Australie | Tri-Nations            | Adjoint       | 3e                                 | 2e        | Défaite en finale |
| 2013  | Australie | The Rugby Championship | Sélectionneur | 3e                                 | 3e        | -                 |
| 2014  | Australie | The Rugby Championship | Sélectionneur | 4e (à son départ)                  | 3e        | -                 |

### En club
| Saison    | Club            | Division | Poste   | Classement             | Coupe d'Europe   | Challenge Européen |
| --------- | --------------- | -------- | ------- | ---------------------- | ---------------- | ------------------ |
| 2001      | Brumbies        | Super 12 | Adjoint | Champion               | -                | -                  |
| 2002      | Brumbies        | Super 12 | Adjoint | Défaite en finale      | -                | -                  |
| 2003      | Brumbies        | Super 12 | Adjoint | Éliminé en demi-finale | -                | -                  |
| 2004      | Waratahs        | Super 12 | Manager | 8e                     | -                | -                  |
| 2005      | Waratahs        | Super 12 | Manager | Défaite en finale      | -                | -                  |
| 2006      | Waratahs        | Super 14 | Manager | Éliminé en demi-finale | -                | -                  |
| 2007      | Waratahs        | Super 14 | Manager | 13e                    | -                | -                  |
| 2008      | Waratahs        | Super 14 | Manager | Défaite en finale      | -                | -                  |
| 2008-2009 | Stade français  | Top 14   | Manager | Éliminé en demi-finale | Éliminé en poule | -                  |
| 2010      | Queensland Reds | Super 14 | Manager | 5e                     | -                | -                  |
| 2011      | Queensland Reds | Super 15 | Manager | Champion               | -                | -                  |
| 2012      | Queensland Reds | Super 15 | Manager | Éliminé en barrages    | -                | -                  |
| 2013      | Queensland Reds | Super 15 | Manager | Éliminé en barrages    | -                | -                  |

## Palmarès

### Joueur
- Sélections avec l'Australie : 51
- Sélections par année : 7 en 1990, 9 en 1991, 8 en 1992, 9 en 1993, 6 en 1994, 7 en 1995, 2 en 1996, 4 en 1997
- Participation à la Coupe du monde: 1991 et 1995
- Champion du monde 1991
- Finaliste du Super 12: 1997

### Entraîneur
- Vainqueur du Super 12: 2001
- Finaliste de la Coupe du monde de rugby 2003 avec l'équipe d'Australie
- Finaliste du Super 14: 2008
- Vainqueur du Super 15: 2011
- Trophée des bicentenaires (1) : 2014